# مرحله قدرت
پاور استیج یا مرحله قدرت (به اختصار PS) یک مرحله ویژه است که معمولاً به عنوان آخرین مرحله رالی در مسابقات رالی قهرمانی جهان (WRC)  و مسابقات رالی اروپا (ERC) اجرا می‌شود. در این مرحله امتیازات اضافی برای پنج راننده برتر در طول مرحله بدون توجه به رده پایانی آن‌ها در طول رویداد تعلق می‌گیرد. بر خلاف مراحل ویژه در طول رالی که معمولاً فاصله بین رانندگان یک دهم ثانیه است، زمان مرحله قدرت یک هزارم ثانیه است.

## سیستم امتیازدهی
| فصل‌ها             | دسته بندی          | 1 | 2 | 3 | 4 | 5 |
| ----------------- | ------------------ | - | - | - | - | - |
| ۱۹۹۹، ۲۰۱۱ – ۲۰۱۶ | رالی قهرمانی جهان  | ۳ | ۲ | ۱ |   |   |
| ۲۰۱۷ - هم‌اکنون    | رالی قهرمانی جهان  | ۵ | ۴ | ۳ | ۲ | ۱ |
| ۲۰۲۲–۲۰۲۳         | رالی ۲             | ۳ | ۲ | ۱ |   |   |
| ۲۰۲۲ - اکنون      | رالی قهرمانی اروپا | ۵ | ۴ | ۳ | ۲ | ۱ |

## مراحل قدرت لغو شده
| شماره. | رالی                 | نام مرحله             | دلیل                                                                                          | منبع  |
| ------ | -------------------- | --------------------- | --------------------------------------------------------------------------------------------- | ----- |
| ۱.     | رالی مونت کارلو ۲۰۱۳ | Lantosque – Lucéram 2 | افزایش ترافیک محلی به دلیل بدی آب و هوا.                                                      | [ ۴ ] |
| ۲.     | رالی مکزیک ۲۰۲۰      | ال برینکو             | این مرحله در واکنش به افزایش محدودیت‌های سفر ناشی از دنیاگیری کووید-۱۹ پیش از موعد پایان یافت. | [ ۵ ] |

## برندگان رالی قهرمانی جهان
| پررنگ | رانندگان یا نقشه‌خوانان فعال در رالی قهرمانی جهان    |
|       | قهرمانان رانندگان یا کمک رانندگان رالی قهرمانی جهان |

### بر پایه رانندگان

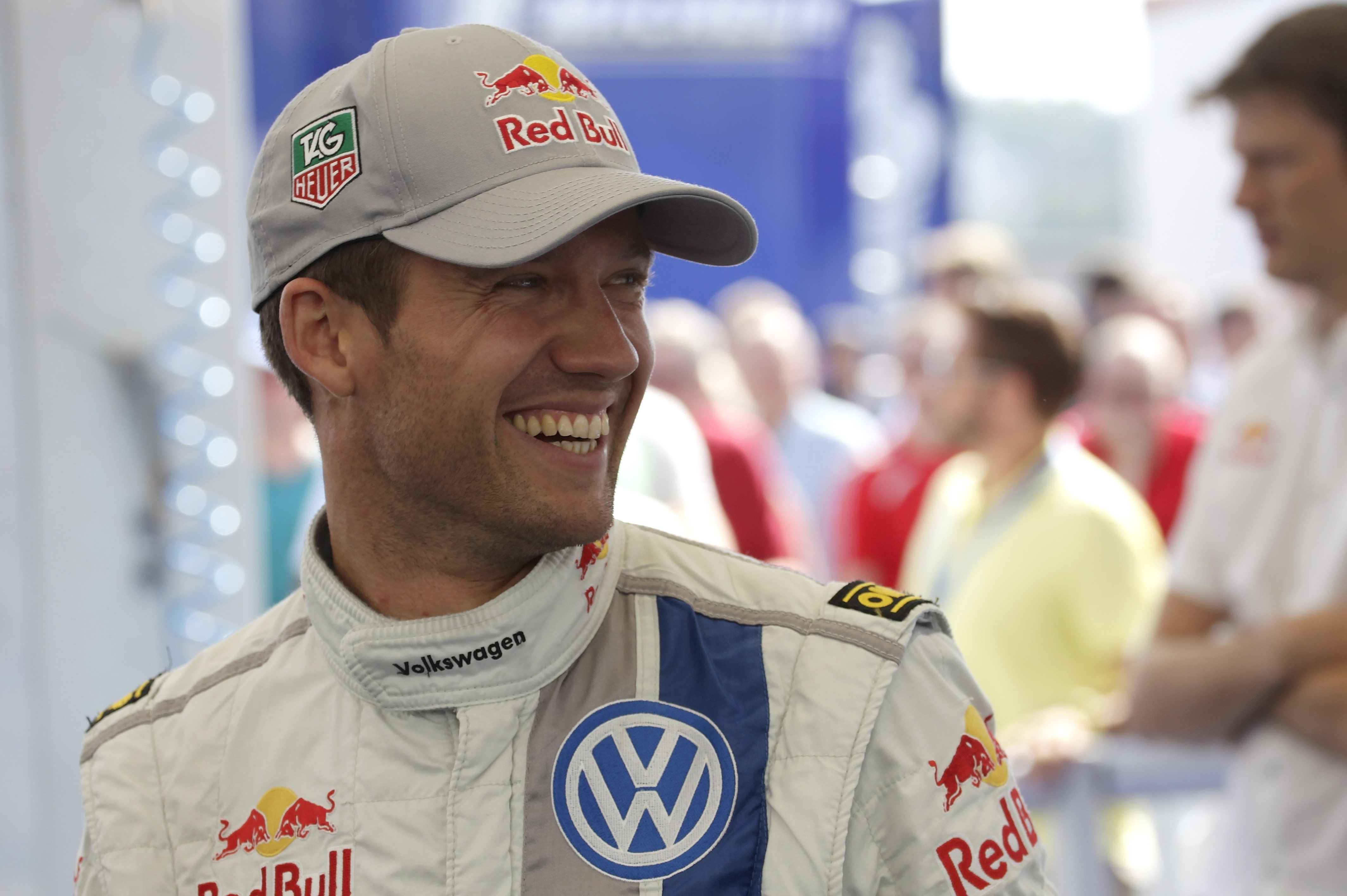
سباستین اوژیه قهرمان هشت دوره جهان بیشترین پیروزی در پاور استیج را دارد.

| شماره. | راننده        | سال‌های فعال             | برد(ها) | اولین برد        | آخرین برد        |
| ------ | ------------- | ----------------------- | ------- | ---------------- | ---------------- |
| ۱.     | سباستین اوژیه | ۲۰۰۸–هم‌اکنون            | 45      | رالی سوئد ۲۰۱۱   | رالی ژاپن ۲۰۲۴   |
| ۲.     | تیری نوویل    | ۲۰۰۹–۲۰۱۰, ۲۰۱۲–هم‌اکنون | 26      | رالی فنلاند ۲۰۱۳ | رالی لهستان ۲۰۲۴ |

یادداشت ها
1. ↑  رالی ولز ۲۰۱۸ از مرحله چهارم تا آخر به عنوان مرحله قدرت استفاده شد.[۱]